# Khilung Deurali
Khilung Deurali – gaun wikas samiti w zachodniej części Nepalu w strefie Gandaki w dystrykcie Syangja. Według nepalskiego spisu powszechnego z 2001 roku liczył on 972 gospodarstw domowych i 4552 mieszkańców (2571 kobiet i 1981 mężczyzn).